# Luis Vaccaro
Luis Pedro Vaccaro (Buenos Aires, 6 novembre 1898 – ...) è stato un calciatore argentino, di ruolo centrocampista.

## Caratteristiche tecniche
Giocava come centromediano o mediano sinistro.

## Carriera

### Club
Vaccaro iniziò la propria carriera nel San Lorenzo: con la maglia di tale club esordì il 10 aprile 1921 nella partita contro il Ferro Carril Oeste. Le prime due stagioni con il club rosso-blu lo videro giocare con continuità, sempre da centromediano, e nel 1923, anno in cui si trasferì all'Argentinos, aveva totalizzato 49 presenze nella Primera División della Asociación Amateurs de Football. Passò poi alla Copa Campeonato, massimo livello della Asociación Argentina de Football, ottenendo peraltro la convocazione in Nazionale. Nel 1925 fu richiesto dal Boca Juniors, in vista della tournée europea che il club aveva in programma in primavera. Fu pertanto aggregato al Boca, insieme ad altri giocatori provenienti da vari club e ceduti in prestito alla formazione giallo-blu per gli incontri europei (tra essi Roberto Cochrane, Octavio Díaz, Cesáreo Onzari e Manuel Seoane). Vaccaro disputò 15 gare nell'ambito di questa gira, sempre da titolare. Tornò all'Argentinos nel 1926: giocò 12 gare in Copa Campeonato e una, con il San Lorenzo, nell'ultima edizione del torneo della AAm. Nel campionato 1927 presenziò in 30 occasioni, segnando un gol; la Primera División 1928 lo vide giocare 29 partite, con 2 gol. Non prese parte al Concurso Estímulo 1929, tornando in massima serie nel 1930: in questa competizione fu schierato 31 volte, e realizzò 1 rete. Giocò poi la prima edizione del campionato professionistico argentino, organizzato dalla Liga Argentina de Football, ottenendo 22 presenze.

### Nazionale
Vaccaro debuttò in Nazionale il 30 settembre 1923 a Montevideo contro l'Uruguay, durante il Gran Premio de Honor Uruguayo. Circa un mese dopo, il 29 ottobre, tornò a vestire la maglia della selezione argentina durante Uruguay 1923. Nel corso della manifestazione fu il centromediano titolare, venendo affiancato da Médici e Solari. Iniziò il 1924 giocando la Copa Newton con l'Uruguay: con la formazione celeste giocò anche un'amichevole il 21 settembre di quello stesso anno. Durante il Campeonato Sudamericano de Football 1924 presenziò una sola volta, contro il Paraguay il 12 ottobre, poiché l'Argentina utilizzò tre diversi centromediani nelle tre gare del torneo: Vaccaro con il Paraguay, Fortunato contro il Cile e Cochrane contro l'Uruguay. Nel 1925 giocò da titolare il Sudamericano di Buenos Aires, sempre nell'abituale ruolo di centrojás. Nel 1926 giocò due gare di Copa Rosa Chevallier Boutell e tutto il Sudamericano, tenutosi a Santiago del Cile.

## Palmarès

### Nazionale
- Campeonato Sudamericano de Football: 1

Argentina 1925